# カネハチタクシー
有限会社カネハチタクシーは、福島県福島市松川町に本社を置くタクシー・バス事業者である。

## 概要
福島市周辺エリアでのタクシー事業のほか、廃止代替バスとして路線バスの運行も行っている。社団法人日本バス協会の会員。2003年（平成15年）に経営の効率化と安全性の向上のために、福島市南部の信夫地区に本社を置く大森貸切自動車有限会社と経営統合をし、グループ企業となった。現在のグループのホームページは看板商品であるジャンボタクシーからジャンボタクシードットネットの表記を用いている。

## 沿革
- 1956年9月 - 創業
- 2003年 - 大森貸切自動車有限会社と経営統合、グループ化
- 2005年4月1日 - JRバス東北川俣線の廃止代替として、「川俣松川線」運行開始。
- 2006年10月1日 - 福島交通医大・立子山経由川俣線の飯野町以遠廃止により、「川俣飯野線」運行開始。
  - 実質的には「川俣松川線」の川俣高校前 - 飯野町間の区間増便である。

## タクシー事業
小型タクシー
- トヨタ・クラウンコンフォート
- トヨタ・プリウス

中型タクシー
- 日産・セドリック

ジャンボタクシー・貸切バス
- トヨタ・ハイエース
- トヨタ・コースター
- 三菱ふそう・エアロエース
- 三菱ふそう・エアロミディ

## 路線バス事業
JRバス東北川俣線及び福島交通の廃止代替バスとして、以下のバス路線を運行している。
川俣町・福島市自治体バス「川俣松川線・川俣飯野線」
※A／BはAかBの選択経由
- 川俣高校前 - 川俣町 - 遠西 - 飯野町 - 向平／明治 - 水穴 - 松川駅　
  - 明治経由は全便土曜・日曜・祝日は運休
- 川俣飯野線は川俣高校前 - 飯野町間のみの区間運行である。
- 三菱ローザ（26人乗り）が使用されている。

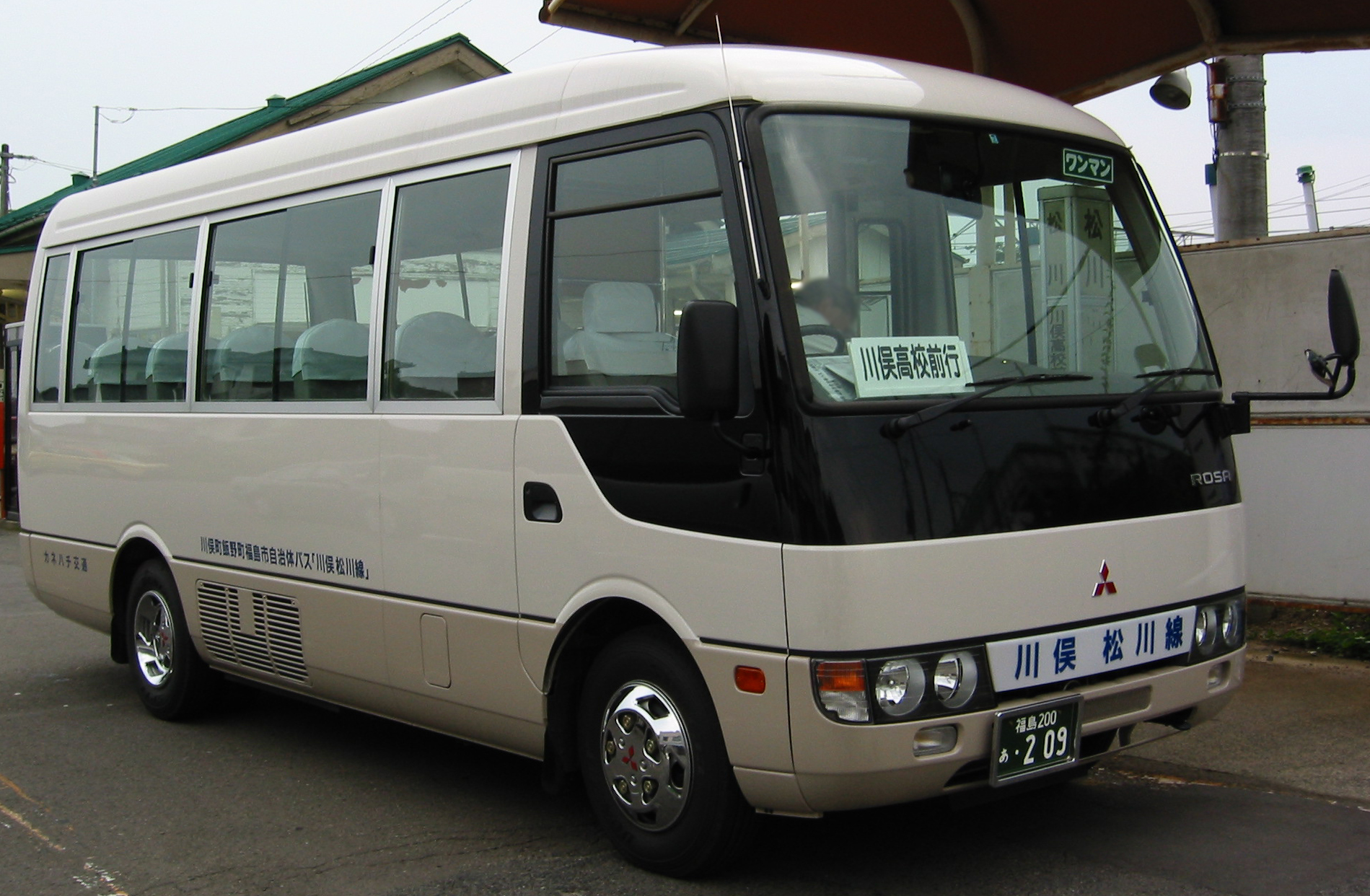
川俣松川線の車両